# هيكارو ياماموتو
هيكارو ياماموتو (باليابانية: 山本ひかる) هي ممثلة يابانية، ولدت في 28 فبراير 1991 بأوساكا في اليابان.

## وصلات خارجية
- هيكارو ياماموتو على موقع IMDb (الإنجليزية)
- هيكارو ياماموتو على موقع ميوزك برينز (الإنجليزية)
- هيكارو ياماموتو على موقع قاعدة بيانات الفيلم (الإنجليزية)